# Arena Sport
Pour les articles homonymes, voir Arena.
Arena Sport est un réseau de chaînes de télévision sportives. Il se compose de six chaînes de télévision et diffuse en Bosnie-Herzégovine, en Croatie, au Monténégro, en Macédoine du Nord et en Serbie.

## Flux localisés

### Serbie
Arena Sport Serbia offre différents événements sportifs à la diffusion comme le football qui occupe un majoritaire temps d'antenne. Le groupe de chaînes diffuse des matchs de Série A (Italie), de Ligue 1 (France), de Pro League (Belgique), ainsi que des compétitions internationales telles que l' Ligue des champions et l' Europa League. Arena Sport Serbia détient également les droits de diffusion de la SuperLiga serbe .
Dans les autres sports, Arena Sports diffuse des événements sportifs tels que la ligue ABA de basket-ball, le championnat grec de basket, les ligues Liga ACB et NCAA, le championnat allemand de handball et la Ligue des champions EHF .

### Croatie
Arena Sport Croatie diffuse les matchs de la MAXtv Prva Liga, l'UEFA Champions (jusqu'en 2018) et la Ligue Europa, et depuis 2014, la Formule 1, d'abord via sa chaîne de sport automobile Max GP, puis depuis 2015 sur les chaînes régulières Arena Sport.

### Bosnie-Herzégovine
Arena Sport Bosnie-Herzégovine diffuse des matchs du championnat de football de Bosnie-Herzégovine, de la Première Ligue de la FBiH et de la Coupe de Bosnie, .

## Évènements sportifs

### Football

#### Europe
- Ligue des champions (sauf la Slovénie)
- Ligue Europa (sauf la Slovénie)
- Supercoupe de l'UEFA (sauf la Croatie et la Slovénie)
- UEFA Youth League (sauf la Slovénie)
- Finale de la Ligue des champions féminine (sauf la Slovénie)
- Série A (sauf la Slovénie)
- Ligue 1 (sauf la Slovénie)
- Ligue 2
- Trophée des champions (sauf la Slovénie)
- Copa del Rey (sauf la Slovénie)
- DFB-Pokal
- Jupiler Pro League (sauf la Slovénie)
- Bosnian Premier League
- First League of FBiH
- Bosnian Cup
- 1. HNL
- Fortuna Liga
- SPFL
- SuperLiga (sauf la Slovénie)
- Serbian First League
- Serbian Cup
- Eliteserien
- Macedonian First Football League
- 1. CFL
- Montenegrin Cup
- Primeira Liga
- Taça da Liga
- Swiss Super League
- Greek Cup
- Nemzeti Bajnokság I
- Polish Cup
- Primera División de Futsal

#### Amérique
- Copa Libertadores
- Copa Sudamericana
- Recopa Sudamericana
- Copa América
- Liga MX
- Campeonato Brasileiro Série A
- Copa do Brasil
- Primera División
- Copa de la Superliga
- MLS

#### Afrique
- Coupe d'Afrique des nations
- Ligue des champions de la CAF
- Coupe de la confédération
- Supercoupe de la CAF

#### Asie et Océanie
- Coupe d'Asie des nations
- A-League
- Ligue K

### Basketball
| Compétition                       | Durée          | Détails                                                                            |
| --------------------------------- | -------------- | ---------------------------------------------------------------------------------- |
| Coupe Intercontinentale FIBA      |                | Les quatre jeux                                                                    |
| Ligue Adriatique                  |                | Tous les matchs (saison régulière + séries éliminatoires) + émission de télévision |
| Ligue des champions de basketball | Depuis 2017    | Différents nombres de matchs par tour, éliminatoires                               |
| Ligue VTB United                  |                | Différents nombres de matchs par tour, éliminatoires                               |
| Ligue de basket-ball de Serbie    |                | Différents nombres de matchs par tour, éliminatoires                               |
| A-1                               |                | Différents nombres de matchs par tour, éliminatoires                               |
| ACB                               |                | Différents nombres de matchs par tour, éliminatoires                               |
| Ligue grecque de basket           |                | Différents nombres de matchs par tour, éliminatoires                               |
| NCAA                              |                | Un jeu par semaine + March Madness                                                 |
| NBA                               | De 2019 à 2025 | Cinq à huit matchs par semaine + NBA All-Star Game + NBA Playoffs + NBA Finals     |

### Handball
| Compétition                      | Durée | Détails                                                                                       |
| -------------------------------- | ----- | --------------------------------------------------------------------------------------------- |
| Ligue des champions EHF          |       | Matchs sélectionnés à chaque tour (saison régulière + éliminatoires) + émission de télévision |
| Ligue des champions féminine EHF |       | Sélection de matchs à chaque tour (saison régulière + éliminatoires) + émission de télévision |
| Ligue SEHA                       |       | Matchs sélectionnés à chaque tour (saison régulière + quatrième finale)                       |

### Hockey sur glace
| Compétition                   | Durée | Détails                                                                               |
| ----------------------------- | ----- | ------------------------------------------------------------------------------------- |
| NHL                           |       | Différents nombres de matchs par semaine + éliminatoires (au moins un match par jour) |
| Ligue des champions de hockey |       | Jeux sélectionnés                                                                     |
| Championnats du monde IIHF    |       | Deux matchs par jour                                                                  |

### Rugby
| Compétition | Durée | Détails |
| ----------- | ----- | ------- |
| Pro14       |       |         |

### Baseball
| Compétition | Durée | Détails                               |
| ----------- | ----- | ------------------------------------- |
| MLB         |       | 1-2 matchs par semaine, éliminatoires |

### Sports mécaniques
| Compétition                           | Durée       | Détails            |
| ------------------------------------- | ----------- | ------------------ |
| Championnat du monde de Formule 1 FIA | Depuis 2014 | Croatie uniquement |
| Championnat du monde des rallyes FIA  | Depuis 2014 | Toutes les races   |